# Karlové ze Svárova
Karlové ze Svárova jsou starý český rytířský rod, pocházeli ze Svárova nedaleko Unhoště západně od Prahy.

## Historie
První zmínky pocházejí ze 14. století z okolí Svárova, později je rod spojován s Berounskem. V roce 1456 žil Karel ze Svárova, jehož jméno se pro následující členy rodu stalo rodovým příjmením. V té době rod držel Popovice, Bavoryni a Neumětely. V roce 1473 královský správce kuchyně, Václav, získal Suchomasty. Sloužil za krále Vladislava II., který si jej oblíbil a změnil mu jeho manský závazek na čestnou povinnost. V den jeho korunovace mu Václav střežil dveře královy komory. Tato výsada se pro Karly ze Svárova stala tradicí. V roce 1617 stál Petr Tobiáš jako dveřník u královské komory při inauguraci Ferdinanda Štýrského.
Po porážce na Bílé hoře některým členům rodu zabavili majetek, který však brzy získali nazpět, že jej vyplatili nebo dosáhli prominutí pokuty. Toto se dělo především díky jejich katolické víře. V roce 1654 Kryštof Rudolf Karel povýšil do panského stavu, avšak zároveň jím jedna z větví rodu vyhynula.
Poslední příslušník rodu Jan Josef zemřel roku 1740.

## Erb
V původním erbu se nacházela černá volská bezrohá hlava, po povýšení do panského stavu se ocitla na zlatém poli a k ní ještě přibyl zlatý lev v černém poli.

## Příbuzenstvo
Spojili se s Klenovskými, Beřkovskými ze Šebířova, Vrabskými z Vrabí, Mladoty ze Solopisk, pány z Říčan, Vratislavy z Mitrovic a dalšími.